# سنتز آلی

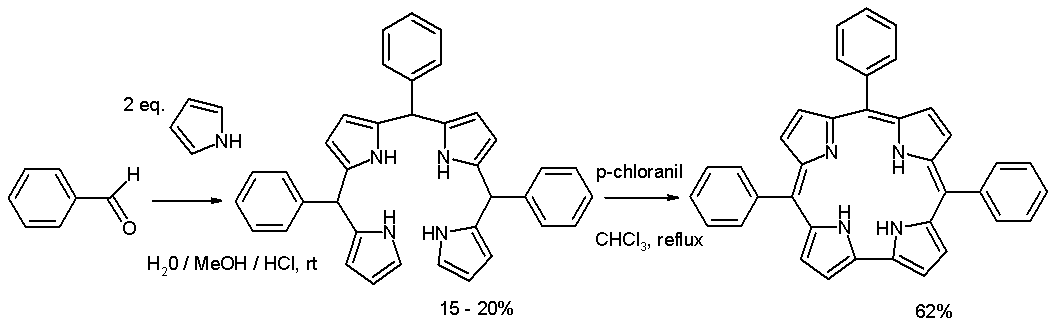
تصویری از فرآیند سنتز آلی

سنتز آلی (به انگلیسی: Organic synthesis) گونه‌ای از سنتز شیمیایی است که طی واکنش‌های آلی منجر به تولید ترکیبات آلی می‌شود. به دلیل پیچیدگی بالاتر ترکیبات آلی نسبت به ترکیبات معدنی، سنتز این مواد نیز از پیچیدگی بالاتری برخوردار است و در نتیجه خود به یک یا چند شاخه جداگانه در علم شیمی تبدیل شده‌است.